# HD 123377
HD 123377，又名CP-69 2012，SAO 257119、HR 5293，是一颗恒星，视星等为6.05，位于銀經309.55，銀緯-8.46，其B1900.0坐标为赤經14h 2m 10.6s，赤緯-69° -8.46′ 51″。